# Мартано
Марта̀но (на италиански: Martano, на грико, Martàna, Мартана, на местен диалект Martanu, Мартану) е град и община в Южна Италия, провинция Лече, регион Пулия. Разположен е на 92 m надморска височина. Населението на общината е 9451 души (към 2011 г.).
 В това градче живее гръцко общество, което говори на особен гръцки диалект, наречен грико. Град Мартано е част от етнографическия район Салентинска Гърция.